# الذبة (ذي السفال)

تعديل مصدري - تعديل

الذبة محلة تابعة لقرية العارضة، التابعة لعزلة العداني بمديرية ذي السفال إحدى مديريات محافظة إب في الجمهورية اليمنية، بلغ تعداد سكانها 132 حسب تعداد اليمن لعام 2004.